# Passer shelleyi
Passer shelleyi е вид птица от семейство Врабчови (Passeridae).

## Разпространение
Видът е разпространен в Етиопия, Кения, Сомалия, Судан, Уганда и Южен Судан.